# NGC 1511
NGC 1511 este o galaxie spirală situată în constelația Hidra Australă. A fost descoperită în 2 noiembrie 1834 de către John Herschel. Se află la o distanță de 15,28 megaparseci de Pământ.